# إتش ألين سميث
إتش ألين سميث (بالإنجليزية: H. Allen Smith)‏ هو صحفي أمريكي، ولد في 1907، وتوفي في 1976.

## وصلات خارجية
- إتش ألين سميث على موقع إن إن دي بي (الإنجليزية)